# Halowe Mistrzostwa Świata w Lekkoatletyce 1995 – skok wzwyż mężczyzn
Skok wzwyż mężczyzn – jedna z konkurencji rozgrywanych podczas halowych mistrzostw świata w lekkoatletyce w 1995. Eliminacje miały miejsce 11 marca, finał zaś odbył się 12 marca.
Udział w tej konkurencji brało 21 zawodników z 17 państw. Zawody wygrał reprezentant Kuby Javier Sotomayor. Drugą pozycję zajął zawodnik z Grecji Lambros Papakostas, trzecią zaś reprezentujący Stany Zjednoczone Tony Barton.

## Wyniki

### Eliminacje
Grupa A
| Miejsce | Zawodnik              | Państwo           | Wysokość (m) | Wysokość (m) | Wysokość (m) | Wysokość (m) | Wysokość (m) | Wysokość (m) | Wynik końcowy | Uwagi |
| Miejsce | Zawodnik              | Państwo           | 2,00         | 2,10         | 2,15         | 2,20         | 2,24         | 2,28         | Wynik końcowy | Uwagi |
| ------- | --------------------- | ----------------- | ------------ | ------------ | ------------ | ------------ | ------------ | ------------ | ------------- | ----- |
| 1.      | Gilmar Mayo           | Kolumbia          |              |              | O            |              | O            | XO           | 2,26          |       |
| 2.      | Stevan Zorić          | Jugosławia        |              |              | O            | O            | XO           | XO           | 2,26          |       |
| 3.      | Stephen Smith         | Stany Zjednoczone |              |              |              | O            | O            | XXO          | 2,26          |       |
| 4.      | Ettore Ceresoli       | Włochy            |              | O            | O            |              | O            | XXX          | 2,24          |       |
| 5.      | Dimitros Kokotis      | Grecja            |              |              | O            | O            | X            | XX           | 2,20          |       |
| 6.      | Gustavo Adolfo Becker | Hiszpania         |              |              | O            | XO           | XXX          |              | 2,20          |       |
| 7.      | Ivan Penavić          | Chorwacja         | O            | O            | XXX          |              |              |              | 2,10          |       |
| 8.      | Hugo Muñoz            | Peru              |              | XXO          | XXX          |              |              |              | 2,10          |       |
| 9.      | Antonio Pazzaglia     | San Marino        | XO           | XXX          |              |              |              |              | 2,00          |       |
| –       | Rubert Charles        | Dominika          | XXX          |              |              |              |              |              | NM            |       |

Grupa B
| Miejsce | Zawodnik               | Państwo           | Wysokość (m) | Wysokość (m) | Wysokość (m) | Wynik końcowy | Uwagi |
| Miejsce | Zawodnik               | Państwo           | 2,15         | 2,20         | 2,24         | Wynik końcowy | Uwagi |
| ------- | ---------------------- | ----------------- | ------------ | ------------ | ------------ | ------------- | ----- |
| 1.      | Dalton Grant           | Wielka Brytania   |              | XO           | O            | 2,24          |       |
| 2.      | Anton Riepl            | Niemcy            | XO           | O            | XO           | 2,24          |       |
| 3.      | Lambros Papakostas     | Grecja            |              | O            |              | 2,20          |       |
| 3.      | Ralf Sonn              | Niemcy            |              | O            |              | 2,20          |       |
| 3.      | Håkon Särnblom         | Norwegia          |              | O            |              | 2,20          |       |
| 3.      | Tony Barton            | Stany Zjednoczone | O            | O            |              | 2,20          |       |
| 3.      | Steinar Hoen           | Norwegia          |              | O            |              | 2,20          |       |
| 3.      | Javier Sotomayor       | Kuba              |              | O            |              | 2,20          |       |
| 9.      | Brendan Reilly         | Wielka Brytania   | XO           | XO           | XXX          | 2,20          |       |
| 10.     | Eugen-Cristian Popescu | Rumunia           | O            | XXO          | XXX          | 2,20          |       |
| 11.     | Aleh Żukouski          | Białoruś          | XO           | XXX          |              | 2,15          |       |

### Finał
| Miejsce | Zawodnik           | Państwo           | Wysokość (m) | Wysokość (m) | Wysokość (m) | Wysokość (m) | Wysokość (m) | Wysokość (m) | Wysokość (m) | Wysokość (m) | Wysokość (m) | Wynik końcowy | Uwagi |
| Miejsce | Zawodnik           | Państwo           | 2,15         | 2,20         | 2,24         | 2,28         | 2,32         | 2,35         | 2,38         | 2,41         | 2,44         | Wynik końcowy | Uwagi |
| ------- | ------------------ | ----------------- | ------------ | ------------ | ------------ | ------------ | ------------ | ------------ | ------------ | ------------ | ------------ | ------------- | ----- |
| 01 !    | Javier Sotomayor   | Kuba              |              |              | XO           |              | O            | O            | O            |              | XXX          | 2,38          |       |
| 02 !    | Lambros Papakostas | Grecja            |              | O            | O            | XO           | XO           | XO           | X            | XX           |              | 2,35          |       |
| 03 !    | Tony Barton        | Stany Zjednoczone |              | O            | O            | O            | O            | XXX          |              |              |              | 2,32          |       |
| 4.      | Steinar Hoen       | Norwegia          |              |              | O            |              | XO           | XXX          |              |              |              | 2,32          |       |
| 5.      | Ralf Sonn          | Niemcy            |              | O            | O            | O            | XXX          |              |              |              |              | 2,28          |       |
| 6.      | Stevan Zorić       | Jugosławia        |              | O            | O            | XO           | XXX          |              |              |              |              | 2,28          |       |
| 7.      | Stephen Smith      | Stany Zjednoczone |              | XO           | XO           | XO           | XXX          |              |              |              |              | 2,28          |       |
| 8.      | Dalton Grant       | Wielka Brytania   |              | O            | O            | XXO          | XX           | X            |              |              |              | 2,28          |       |
| 8.      | Ettore Ceresoli    | Włochy            | O            |              | O            | XXO          | XXX          |              |              |              |              | 2,28          |       |
| 10.     | Håkon Särnblom     | Norwegia          |              |              | O            |              | XXX          |              |              |              |              | 2,24          |       |
| 10.     | Gilmar Mayo        | Kolumbia          | O            |              | O            | XXX          |              |              |              |              |              | 2,24          |       |
| 12.     | Anton Riepl        | Niemcy            | O            | O            | XXO          | XXX          |              |              |              |              |              | 2,24          |       |
| 13.     | Dimitros Kokotis   | Grecja            |              | O            | XX           | X            |              |              |              |              |              | 2,20          |       |